# Itapeuasaurus
Itapeuasaurus — рід реббашізаврових динозаврів, що існував в сеноманському віці крейдового періоду (бл. 100,5-93,9 млн років тому). Рештки знайдені на території Північно-східного регіону Бразилії.
Описано один вид — Itapeuasaurus cajapioensis.